# FC Ruggell
El FC Ruggell es un equipo liechtensteiniano amateur de fútbol, que juega en Ruggell. Juega en el Campeonato de Fútbol de Suiza, en la 2. Liga, que equivale a la sexta división. Ha jugado la final de la Copa de Liechtenstein en 6 ocasiones, la más reciente en 2007.

## Palmarés
- Swiss 3. Liga (2): 1984–85, 2015–2016
- Swiss 4. Liga (4): 1969–70, 1972–73, 1995–96, 1998–99

## Jugadores

### Jugadores destacados
- Alen Papikyan
- Daniel Mijić
- Christian Carbonera
- Evandro Deveza
- Hamit Oergen
- Orhan Tuncay
- Tolga-Han Ünlü
- Yasin Ünlü